# Норрчепінг Ідроттспарк
«Норрчепінг Ідроттспарк» або «Остґотапортен» (швед. Norrköpings Idrottspark, Östgötaporten) — футбольний стадіон у місті Норрчепінг, Швеція, домашня арена ФК «Норрчепінг». 
Стадіон побудований 1903 року та відкритий у 1904 році. Окрім футбольних матчів приймав матчі з хокею, змагання з легкої атлетики та керлінгу. У 1958 році реконструйований у рамках підготовки до Чемпіонату світу з футболу 1958 року. У ході реконструкції було знесено старі трибуни та споруджено нові із підтрибунними приміщеннями. У рамках підготовки до Чемпіонату Європи з футболу 1992 року арену було реконструйовано, в результаті чого було прибрано легкоатлетичний манеж із біговими доріжками, а новозбудовані трибуни були спроектовані ближче до поля. У 2006 році вилучено майданчик для гри у керлінг, в результаті чого арена отримала чітко виражену футбольну спеціалізацію. 2009 року здійснена капітальна реконструкція арени. Стадіон став сучасною футбольною ареною зі всією необхідною інфраструктурою. Реконструйована арена відкрита під новою назвою «Нья Паркен». У 2016 році комерційні права на назву арени придбала компанія з нерухомості, після чого стадіон перейменовано на «Остґотапортен».
Власником стадіону є ФК «Норрчепінг», який здійснює управляння через дочірню компанію «Parken Event Arena AB».
Арена приймала матчі в рамках Чемпіонату світу з футболу 1958 року та Чемпіонату Європи з футболу 1992 року.